# Arno Villringer
Arno Villringer (* 1958 in Schopfheim) ist ein deutscher Neurologe, Direktor der Abteilung Neurologie am Max-Planck-Institut für Kognitions- und Neurowissenschaften in Leipzig und Professor an der Universität Leipzig.

## Werdegang
Villringer studierte ab 1977 Medizin an der Universität Freiburg und wurde dort 1984 summa cum laude promoviert. Es folgte ein einjähriges Fellowship an der Magnetic Resonance Imaging Unit des Massachusetts General Hospital/Harvard Medical School. 1986 erhielt er ein Auslandsstipendium der Deutschen Forschungsgemeinschaft. Ab 1986 arbeitete er in der Abteilung Neurologie der Ludwig-Maximilian-Universität München, beendete 1992 seine Facharztausbildung als Neurologe und habilitierte sich in diesem Fach 1994 an der Universität München.
Von 1993 bis 2007 arbeitete Villringer in der Abteilung Neurologie der Charité in Berlin, zunächst als Oberarzt, stellvertretender Klinikdirektor und später als Leiter der Abteilung für Neurologie am Benjamin Franklin Campus. Seit 2006 ist er Wissenschaftlicher Direktor der Berlin School of Mind and Brain und seit 2010 des Mind&Brain Instituts. Im Jahr 2007 wurde er Direktor der Abteilung Neurologie am Max-Planck-Institut für Kognitions- und Neurowissenschaften in Leipzig und Direktor der Tagesklinik für Kognitive Neurologie am Universitätsklinikum Leipzig.
Seit 2008 ist Villringer zudem Honorarprofessor an der Charité und seit 2016 außerordentlicher Professor an der Medizinischen Universität Wien. Seit Juli 2022 ist er Vorsitzender der Geistes-, Sozial- und Humanwissenschaftlichen Sektion der Max-Planck-Gesellschaft und seit 2022 ebenfalls ex officio Mitglied des Senats der Max-Planck-Gesellschaft.
Arno Villringer ist Autor von mehr als 600 wissenschaftlichen Artikeln (Stand 2022).

## Forschungsschwerpunkte
- Neurokognition von vaskulären Risikofaktoren und der Weg von Risikofaktoren zu Schlaganfall und Demenz
- Interaktionen zwischen Geist, Gehirn und Körper
- Neuroplastizität
- Bewusste und unbewusste Verarbeitung im somatosensorischen System
- Diverse Forschungsmethoden wie Verhaltenstests und neurokognitive Tests, Neuroimaging (MRI, EEG, MEG, fNIRS, EEG/fMRI), Neurostimulation (TDCS, TMS, TACS, fokussierter Ultraschall), Brain-Compute-Interfaces und virtuelle Realität.[4]

### Pionierleistungen
Villringer leistete Pionierarbeit bei der Magnetresonanz-Perfusionsbildgebung des Gehirns, indem er zeigte, dass Suszeptibilitätskontrastmittel wie GdDTPA in der Magnetresonanztomographie (MRT) eingesetzt werden können. Der auf der Suszeptibilität basierende Kontrastmechanismus wurde später für das vom Sauerstoffgehalt des Blutes abhängige (BOLD) Signal in der funktionellen Magnetresonanztomographie (fMRI) relevant.
1993 zeigte Villringer die Machbarkeit der nichtinvasiven funktionellen Nahinfrarotspektroskopie und -bildgebung (fNIRS, fNIRI) des menschlichen Gehirns, gefolgt von mehr als 50 Veröffentlichungen, die fNIRS etablieren/validieren. Seit 1992 liegt sein Forschungsschwerpunkt auf neurophysiologischen Mechanismen, die der Hirnfunktion und Plastizität zugrunde liegen, unter Verwendung multi-modaler Hirnbildgebung, z. B. Signaturen der neuronaler Hemmung in der funktionellen Hirnbildgebung, kombiniertes fNIRS/fMRI, um eine Beziehung zwischen BOLD und Deoxy-Hb-Konzentration in fMRI herzustellen, kombiniertes EEG/fMRI, um fMRI-Korrelate von Hintergrundrhythmen zu zeigen und das gleichzeitige Erheben von neuronalen Spikes und fMRI zu ermöglichen.

## Funktionen und Mitgliedschaften (Auswahl)
- seit 1999: Kompetenznetz Schlaganfall, Berlin (Koordinator)
- seit 2008: Leipziger Forschungszentrum für Zivilisationskrankheiten (LIFE): Vorstandsmitglied
- 2010–2016: Integriertes Forschungs- und Behandlungszentrum (IFB) AdipositasErkrankungen: Lenkungsausschuss
- seit 2011: Dialogforum Depression, Berlin: Initiator
- 2021–2022: Vize-Vorsitzender der Geistes-, Sozial- und Humanwissenschaftlichen Sektion (GSHS) der Max-Planck-Gesellschaft
- 2022–2025: Vorsitzender der  Geistes-, Sozial- und Humanwissenschaftlichen Sektion (GSHS) der Max-Planck-Gesellschaft[1]
- 2022–2025: ex officio Mitglied des Senats der Max-Planck-Gesellschaft

- Deutsche Gesellschaft für Neurologie
- Neurowissenschaftliche Gesellschaft (Gründungsmitglied, 1992)
- Deutsche Schlaganfall-Gesellschaft (Gründungsmitglied, 2001)
- International Organization for Human Brain Mapping OHBM (Gründungsmitglied)
- Society for Neuroscience (SfN)
- International Society of Intracranial Hemodynamics (Phoenix, Gründungsmitglied, 1992)
- International Society for Magnetic Resonance in Medicine (ISMRM)

Quelle: 

## Preise
- 1993: Gerhard-Hess-Preis der Deutschen Forschungsgemeinschaft

- 2005: Pater-Leander-Fischer-Preis der Deutschen Gesellschaft für Lasermedizin (mit Helmut Obrig, Jens Steinbrink)[14]

## Publikationen (Auswahl)
- mit Bruce R. Rosen, John W. Belliveau, Jerome L. Ackerman, Randall B. Lauffer: Dynamic imaging with lanthanide chelates in normal brain: Contrast due to magnetic susceptibility effects. In: Magnetic Resonance in Medicine, Band 6, Nr. 2, 1988, S. 164–174, doi:10.1002/mrm.1910060205
- mit J. Planck, C. Hock, L. Schleinkofer, U. Dirnagl: Near infrared spectroscopy (NIRS): a new tool to study hemodynamic changes during activation of brain function in human adults. In: Neuroscience Letters 154(1-2), 1993, S. 101–104, doi:10.1016/0304-3940(93)90181-j
- mit Andreas Kleinschmidt, Hellmuth Obrig, Martin Requardt, Klaus-Dietmar Merboldt, Ulrich Dirnagl: Simultaneous Recording of Cerebral Blood Oxygenation Changes during Human Brain Activation by Magnetic Resonance Imaging and Near-Infrared Spectroscopy. In: Journal of Cerebral Blood Flow and Metabolism. 16(5), 1996, S. 817–826. doi:10.1097/00004647-199609000-00006
- mit Britton Chance: Noninvasive optical spectroscopy and imaging of human brain function. In: Trends in Neurosciences, 20(10), 1997, S. 435–442. doi:10.1016/s0166-2236(97)01132-6
- mit Rüdiger Wenzel, Petra Wobst, Hauke H. Heekeren, Kenneth K. Kwong, Stephan A. Brandt: Saccadic Suppression Induces Focal Hypooxygenation in the Occipital Cortex. In: Journal of Cerebral Blood Flow and Metabolism 20(7) 2000, S. 1103–1110. doi:10.1097/00004647-200007000-00010
- mit M. Moosmann, P. Ritter, I. Krastel, A. Brink, S. Thees, F. Blankenburg, B. Taskin, H. Obrig: Correlates of alpha rhythm in functional magnetic resonance imaging and near infrared spectroscopy. In: NeuroImage. 20(1), 2003, S. 145–158. doi:10.1016/s1053-8119(03)00344-6
- mit Felix Blankenburg, Birol Taskin, Jan Ruben, Matthias Moosmann, Petra Ritter: Imperceptible Stimuli and Sensory Processing Impediment. In: Science, 299(5614), 2003, S. 1864, doi:10.1126/science.1080806
- mit S. P. Koch, J. Steinbrink, H. Obrig: Synchronization between background activity and visually evoked potential is not mirrored by focal hyperoxygenation. Implications for the interpretation of vascular brain imaging. In: Journal of Neuroscience, 26(18), 2006, S. 4940–4948. doi:10.1523/JNEUROSCI.3989-05.2006
- mit C. Preuschhof, H. R. Heekeren, B. Taskin, T. Schubert: Neural correlates of vibrotactile working memory in the human brain. In: Journal of Neuroscience, 26(51), 2006, S. 13231–13239. doi:10.1523/JNEUROSCI.2767-06.2006
- mit P. Ritter, F. Freyer, G. Curio: High-frequency (600 Hz) population spikes in human EEG delineate thalamic and cortical fMRI activation sites. In: Neuroimage 42(2), 2008,  S. 483–490. doi:10.1016/j.neuroimage.2008.05.026
- mit Petra Ritter, Matthias Moosmann: Rolandic alpha and beta EEG rhythms' strengths are inversely related to fMRI-BOLD signal in primary somatosensory and motor cortex. In: Human Brain Mapping 30(4), 2009, S. 1168–1187. doi:10.1002/hbm.20585
- mit M. L. Schroeter, B. Vogt, S. Frisch, G. Becker, H. Barthel, K. Mueller, O.  Sabri: Executive deficits are related to the inferior frontal junction in early dementia. In: Brain 135(Pt 1), 2012, S. 201–215. doi:10.1093/brain/awr311
- mit H. Okon-Singer, J. Mehnert, J. Hoyer, L. Hellrung; H. L. Schaare, J. Dukart: Neural control of vascular reactions: impact of emotion and attention. In: Journal of Neuroscience 34(12), 2014, S. 4251–4259. doi:10.1523/JNEUROSCI.0747-13.2014
- mit S. Ovadia-Caro, D. S. Margulies: The value of resting-state functional magnetic resonance imaging in stroke. Stroke 45(9):  2818-2824, 2014. doi:10.1161/STROKEAHA.114.003689
- mit E. Striem-Amit, S. Ovadia-Caro, A. Caramazza, D. S. Margulies, A. Amedi: Functional connectivity of visual cortex in the blind follows retinotopic organization principles. In: Brain 138(Pt 6), 2015, S. 1679–1695. doi:10.1093/brain/awv083
- mit H. Schlogl, A. Horstmann, M. Stumvoll: Functional neuroimaging in obesity and the potential for development of novel treatments. In: Lancet Diabetes Endocrinol 4(8), 2016, S. 695–705. doi:10.1016/S2213-8587(15)00475-1
- mit B. Sehm, C. J. Steele, P. Ragert: Mirror motor activity during right-hand contractions and Its relation to white matter in the posterior midbody of the corpus callosum. In: Cerebral Cortex 26(11), 2016, S. 4347–4355. doi:10.1093/cercor/bhv217
- mit E. Al, F. Iliopoulos, N. Forschack, T. Nierhaus, M. Grund, P. Motyka, M. Gaebler, V. V. Nikulin: Heart-brain interactions shape somatosensory perception and evoked potentials. In: Proceedings of the National Academy of Sciences of the United States of America 117(19), 2020, S. 10575–10584. doi:10.1073/pnas.1915629117
- mit T. Stephani, G. Waterstraat, S. Haufe, G. Curio, V. V. Nikulin: Temporal signatures of criticality in human cortical excitability as probed by early somatosensory responses. In: Journal of Neuroscience 40(34), 2020, S. 6572–6583. doi:10.1523/JNEUROSCI.0241-20.2020
- mit M. Grund, E. Al, M. Pabst, A. Dabbagh, T. Stephani, T. Nierhaus, M. Gaebler: Respiration, heartbeat, and conscious tactile perception. In: Journal of Neuroscience 42(4), 2022, S. 643–656. doi:10.1523/JNEUROSCI.0592-21.2021
- Klotzsche, F., Gaebler, M., Villringer, A., Sommer, W., Nikulin, V., & Ohl, S. (2023): Visual short‐term memory‐related EEG components in a virtual reality setup. Psychophysiology, 60(11), e14378.